# 汲姓
汲姓是一個中文姓氏，在《百家姓》中排第213位。

## 起源
- 出自姬姓。以邑名為氏。春秋時卫宣公太子伋曾居於汲邑（在今河南省衛輝市）。其支孫亦以汲為氏。

## 地望分佈
- 山東省濮州縣
- 河北省清河至山東省臨清一帶
- 山西、陝西兩省之間黃河沿岸一帶

## 延伸阅读
[在维基数据编辑]
 《百家姓》
 《欽定古今圖書集成·明倫彙編·氏族典·汲姓部》，出自陈梦雷《古今圖書集成》